# Бальтманнсвайлер
Бальтманнсвайлер (нім. Baltmannsweiler) — громада в Німеччині, знаходиться в землі Баден-Вюртемберг. Підпорядковується адміністративному округу Штутгарт. Входить до складу району Есслінген.
Площа — 18,54 км2. Населення становить 5753 ос. (станом на 31 грудня 2020).